# Shoot Me in the Heart
Pour plus de détails, voir Fiche technique et Distribution.
Shoot Me in the Heart (hangeul : 내 심장을 쏴라, RR : Nae simjangeul sswara, littéralement Tire-moi sur le cœur) est un thriller dramatique sud-coréen coécrit et réalisé par Mun Je-yong, sortie en 2015. Il s'agit de l'adaptation du roman Tire dans mon cœur (내 심장을 쏴라) de Jeong You Jeong, qui a remporté le prix de Littérature Jeunesse et le 5e prix Segye.

## Synopsis
Après le suicide de sa mère, qui l'a laissé traumatisé et instable, Soo-myeong est envoyé en hôpital psychiatrique. C'est là qu'il rencontre Seung-min : ce dernier a également été interné contre son gré par une famille peu scrupuleuse, bien décidée à récupérer la fortune du jeune homme. Il cherche constamment à s'évader, bientôt rejoint par Soo-myeong. S'échapper devient alors leur seul objectif, mué par le profond désir de retrouver leur liberté avant que la folie ne les gagne.

## Fiche technique
- Titre : Shoot Me in the Heart
- Titre original : 내 심장을 쏴라 (Nae simjangeul sswara)
- Réalisation : Mun Je-yong
- Scénario : Choi Jeong-mi, Mun Je-yong et Yoo Seon-dong, d'après le roman Tire dans mon cœur (내 심장을 쏴라) de Jeong You Jeong[1]
- Direction artistique : Lee Mi-kyeong
- Photographie : Cho Yong-kyoo
- Montage : Kim Chang-ju
- Musique : Kim Jeon-seok
- Production : Peter Zhu
- Société de production : Jupiter Films
- Société de distribution : Little Big Pictures ; Isu C&M
- Pays d'origine :  Corée du Sud
- Langue originale : coréen
- Format : couleur
- Genre : thriller dramatique
- Durée : 102 minutes
- Date de sortie :
  - Corée du Sud : 28 janvier 2015

## Distribution
- Lee Min-ki : Ryoo Seung-min
- Yeo Jin-goo : Lee Soo-myeong
- Yoo Oh-seong : l'infirmier Choi Gi-hoon
- Kim Jeong-tae : Kim Yong
- Han Hye-rin : l'infirmière Yoon Bo-ra
- Park Doo-sik : Jeombak-yi
- Song Yeong-chang : le directeur de l'hôpital psychiatrique
- Kim Gi-cheon : Man-sik

## Production

### Tournage
Le tournage a débuté le 1er mai et s'est achevé le 27 juillet 2014[réf. nécessaire][Où ?].